# Рашвил (Илиноис)
Рашвил (енгл. Rushville) град је у америчкој савезној држави Илиноис. По попису становништва из 2010. у њему је живело 3.192 становника.

## Демографија
Према попису становништва из 2010. у граду је живело 3.192 становника, што је 20 (0,6%) становника мање него 2000. године.
| Група             | 2000.         | 2010.         |
| Белци             | 3.181 (99,0%) | 3.016 (94,5%) |
| Афроамериканци    | 2 (0,1%)      | 102 (3,2%)    |
| Азијати           | 2 (0,1%)      | 9 (0,3%)      |
| Хиспаноамериканци | 15 (0,5%)     | 48 (1,5%)     |
| Укупно            | 3.212         | 3.192         |